# Oľga Vacková
Oľga Vacková (* 31. října 1925) byla slovenská a československá politička Komunistické strany Slovenska, generální tajemnice Ústředního výboru Československé rady žen a poslankyně Sněmovny národů Federálního shromáždění za normalizace.

## Biografie
V letech 1951-1953 se uvádí jako účastnice zasedání Ústředního výboru Komunistické strany Slovenska. K roku 1971 a 1976 se profesně uvádí jako generální tajemnice Ústředního výboru Československé rady žen. Do funkce byla zvolena 28. října 1970. Jako tajemnice ÚV Československého svazu žen se zmiňuje k roku 1981.
Ve volbách roku 1971 zasedla do slovenské části Sněmovny národů (volební obvod č. 138 – Sobrance, Východoslovenský kraj). Mandát obhájila ve volbách roku 1976 (Michalovce) a volbách roku 1981 (obvod Zvolen I). Ve FS setrvala do konce funkčního období, tedy do voleb roku 1986.